# 謝廖扎河
謝廖扎河是俄羅斯的河流，屬於喬沙河的右支流，由下諾夫哥羅德州負責管轄，河道全長196公里，流域面積2,730平方公里，河水主要來自融雪，每年十一月至翌年四月結冰。